# Erich Gast
Erich Gast (* 16. April 1913 in Rimbach (Odenwald); † 12. April 1993) war ein deutscher Diplom-Ingenieur, Versuchsingenieur für Junkers und Vizepräsident des Bundespatentgerichts.

## Leben
Gast studierte von 1931 bis 1936 an der TH Darmstadt Physik und schloss als Diplom-Ingenieur ab. Ab 1936 war er bei den Junkers-Flugzeugwerken in Dessau mit der Entwicklung von Flugmessgeräten tätig. Später wirkte er bei der Arbeit an neuen Flugzeugtypen F als Versuchsingenieur und -pilot mit, wozu etwa 1500 Testflüge gehörten. Insbesondere die Flugzeugtypen Ju 90 („Der Große Dessauer“, Kennung D-AALU) und JU 190 wurden von ihm mit entwickelt. Während des Zweiten Weltkrieges unternahm er außerdem Transportflüge von Griechenland nach Nordafrika.
In der Nachkriegszeit war er auf Grund seiner Englischkenntnisse zunächst als Dolmetscher für die US-amerikanischen Besatzungstruppen tätig. 1948 konnte er seinen besonderen Neigungen in eigenem Entwicklungsbetrieb nachgehen. In dieser Zeit entwickelte er zusammen mit seinem Bruder Prof. Dr. ing. Theodor Gast für Industrie und Bergbau die „Gastsche Staubwaage“.
1953 begann seine Tätigkeit beim Bundespatentgericht, wo er ab 1963 Richter wurde und von Januar 1975 bis 30. April 1978 dessen Vizepräsident.
Gast war Mitglied der schlagenden Turnerschaft Merovingia Darmstadt im CC. Er spielte Geige und Klavier.